# Ocnogyna vaillantini
Ocnogyna vaillantini là một loài bướm đêm thuộc phân họ Arctiinae, họ Erebidae.